# Pandemia di COVID-19 in Guinea
Il primo caso della pandemia di COVID-19 in Guinea è stato confermato il 13 marzo 2020.
Il 5 settembre 2021, in seguito al procedimento della campagna vaccinale anti-COVID e al coprifuoco anticipato alle 20:00 per il colpo di Stato, non si è registrato nessun caso.

## Antefatti
Il 12 gennaio 2020, l'Organizzazione mondiale della sanità (OMS) ha confermato che un nuovo coronavirus era la causa di una nuova infezione polmonare che aveva colpito diversi abitanti della città di Wuhan, nella provincia cinese dell'Hubei, il cui caso era stato portato all'attenzione dell'OMS il 31 dicembre 2019.
Sebbene nel tempo il tasso di mortalità del COVID-19 si sia rivelato decisamente più basso di quello dell'epidemia di SARS che aveva imperversato nel 2003, la trasmissione del virus SARS-CoV-2, alla base del COVID-19, è risultata essere molto più ampia di quella del precedente virus del 2003, ed ha portato a un numero totale di morti molto più elevato.
Il 5 maggio 2023, l'Organizzazione mondiale della sanità dichiara ufficialmente la fine della pandemia.

## Cronologia

### Marzo
Il primo caso nel paese è stato confermato il 13 marzo, si trattava di un cittadino belga facente parte di una delegazione dell'Unione europea. Secondo quanto è stato riferito dal ministero della Salute in una nota, era rientrato dal Belgio il 3 marzo. Il paziente era stato messo in isolamento al Centro di trattamento delle epidemie di Nongo, nella capitale Conakry, ed era in corso l'identificazione delle persone entratevi in contatto.
Il 27 marzo il presidente della Guinea, Alpha Condé, in un discorso alla nazione trasmesso in diretta televisiva ha dichiarato lo stato di emergenza della durata di un mese su tutto il territorio, per limitare la diffusione della pandemia di Covid-19 nel paese. Il capo dello Stato ha quindi indicato diverse regole sulla base delle disposizioni approvate:
- la chiusura di tutte le frontiere terrestri del paese sia in entrata sia in uscita per tutti i viaggiatori, con l'eccezione dei lavoratori del trasporto merci, in quest'ultimo caso, il governo ha specificato che il numero di trasportatori sarà limitato a 2 apprendisti e 1 conducente.[13]
- una quarantena obbligatoria di quattordici giorni a chiunque entri nel paese.[13]
- nella capitale Conakry, sarà possibile trasportare al massimo 3 passeggeri per auto, una in moto e 7-10 in minibus.[13]
- la chiusura per due settimane di tutti gli istituti scolastici, professionali e universitari, oltre che dei bar, luoghi di intrattenimento, dei cinema, altri luoghi di ritrovo, i luoghi di culto, moschee e chiese del paese, oltre che vietate le cerimonie religiose e qualsiasi rito, dal momento che non si può radunarsi in più di 20 persone.[13]
- i luoghi che potranno rimanere aperti sono i mercati, i ristoranti, oltre che di tutte le attività finanziarie, nel rispetto delle disposizioni che prevedono la barriera sanitaria, l'installazione di kit per il lavaggio delle mani, la distanza di 2 metri fra le persone e così via.[13]

Il mancato rispetto di queste misure può essere perseguito con "misure disciplinari", ha avvertito Condé.

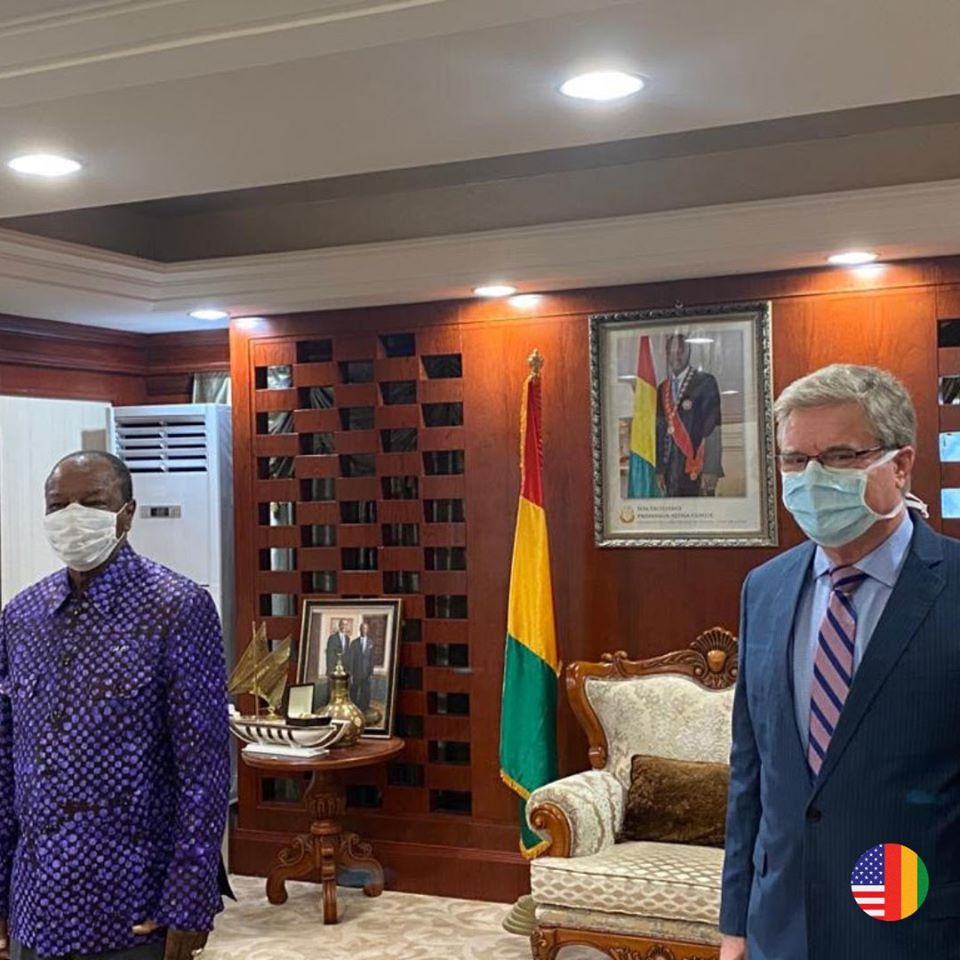
Il presidente della Guinea incontra l'ambasciatore degli Stati Uniti nel rispetto delle regole sul distanziamento sociale.

Il 29 marzo i casi in Guinea sono raddoppiati.

### Aprile
Il 14 aprile in un discorso in diretta televisiva il presidente della Guinea, Alpha Condé, ha imposto dal 18 aprile l’uso obbligatorio delle mascherine. Ha inoltre detto che chi non indosserà la mascherina sarà passibile di multa e ha quindi invitato le aziende e i dipartimenti governativi e locali a fornire mascherine ai propri dipendenti.

### Maggio
Nel nord-ovest del paese, ci sono stati degli scontri tra le forze dell'ordine e dei manifestanti, che protestavano contro l’imposizione di blocchi stradali per contrastare la pandemia di coronavirus, in cui sono morte sette persone. Secondo quanto riferito ai media locali dal portavoce della polizia, Mory Kaba, cinque persone sono morte nella città di Coyah, una a Dubreka e un’altra a Kamsar.
Il 21 maggio si sono registrati 204 casi in sole 24 ore.